# Wayne Pinnock
Wayne Pinnock, född 24 oktober 2000, är en jamaicansk friidrottare som tävlar i längdhopp.

## Karriär
Vid världsmästerskapen i friidrott 2022 tog sig Pinnock till längdhoppsfinalen där han slutade på en nionde plats. Vid världsmästerskapen i friidrott 2023 slutade Pinnock på en silverplats i längdhopp. Vid OS 2024 tog han silver i längdhopp efter att ha hoppat 8,36 meter i finalen, tolv centimeter efter vinnaren Miltiadis Tentoglou.